# Agastache nepetoides
Espèce
Synonymes
- Hyssopus nepetoides L., 1753[1],[2]
- Lophanthus nepetoides (L.) Benth., 1829[1],[2]
- Nepeta altissima Schrank, 1822[1],[2]
- Vleckia nepetoides (L.) Raf., 1808[1],[2]

Agastache nepetoides, l’Agastache faux-népéta ou Agastache faux-népète, est une espèce de plantes à fleurs de la famille des Lamiaceae (Labiées). C'est une plante herbacées endémique d'Amérique du Nord. Elle fait partie du genre Agastache. Les Agastaches sont des vivaces, à feuilles pétiolées et dentées.
Elles sont souvent cultivées comme plantes ornementales, car elles sont dotées de fleurs spectaculaires.

## Description

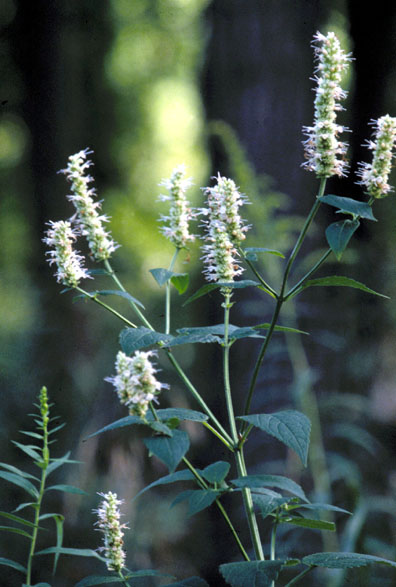
Aspect des tiges florales.

Agastache nepetoides est une plante rare très grande et robuste qui mesure entre 1 m et 2 m de hauteur. La fleur est de couleur jaune verdâtre et munie de deux paires de longues étamines recourbées dans des directions opposées. Les étamines postérieures sont plus longues que les antérieures et le sac pollinique est parallèle à celles-ci. La fleur est verticillée et forme des gros épis terminaux. Cette grappe, cylindrique et allongée, peut faire jusqu'à 6 cm de long. Les fleurs sont soutenus par une grosse tige quadrangulaire composée de nombreux trichomes et le calice est un peu oblique, indistinctement bilabié en plus de posséder 5 dents. La floraison est estivale, plus précisément du mois d'août à octobre.
Les feuilles sont ovées-oblongues, opposées et grossièrement en dents de scie. Elles sont donc arrondies à la base, en plus d'être de taille réduite vers le haut. Elles mesurent environ 15 cm de long et possède des poils fins sur la surface inférieur. 

## Habitat
Agastache nepetoides est indigène d'Amérique du Nord.  Elle vit occasionnellement dans les bois ouverts, les bases de falaises et les bordures de bois. Il est toutefois plus fréquent de la retrouver dans les bosquets humides, les champs ou sur le bord de la route.  Elle vit donc dans des conditions qui varient de humide à sec. On retrouve généralement 8 plantes par mètre carré.

## Germination
Il est important de semer les graines quand la température est aux alentours de 20◦C. Certains individus ont besoin de 4 semaines pour germer, mais la majorité d'entre eux germent en deux semaines. Cette plante a besoin de soleil, mais peut aussi bien se développer s'il y en a moins. Par la suite, les plants ont généralement besoin de 6 à 8 semaines pour atteindre la taille de transplantation. 

## Différenciation entre espèce du genreAgastache
Les espèces du genre Agastache ont tous un calice un peu oblique, indistinctement bilabié et composé de cinq sépales cornés qui forment un tube à la base. Le calice présente généralement cinq lobes. Cependant, une des choses qui les différencient est l'arrangement des veines du calice : l'espèce nepetoides  comporte cinq veines principales, 10 veines secondaires et un Nervilles[Quoi ?] réticulé dans la partie distale. 

## Application médicinale
L'Agastache nepetoïde peut servir de plante à infuser pour soulager les démangeaisons.